# Tom Barry
Thomas Barry (1. července 1897 Killorglin – 2. července 1980 Cork) byl irský voják a jeden z prominentních velitelů Irské republikánské armády (IRA), konkrétně 3. západocorkské brigády za irské války za nezávislost. Během irské občanské války byl velitel větve IRA, která se stavěla proti anglo-irské dohodě.

## Dětství
Thomas Bernandine Barry se narodil 1. července 1897 v Kilorginu do rodiny člena Královské irské policie (RIC). Když malému Tomovi byly čtyři roky, tak Thomas Barry starší od RIC odešel a začal podnikat ve svém rodném městečku Rosscarberry v hrabství Limerick. Tom Barry studoval ve škole Mugret College v době od 25. srpna 1911 do 12. září 1912.

## První světová válka
V roce 1915 se Barry přidal ke královskému polnímu dělostřelectvu v Corku a stal se vojákem britské armády. Nejprve byl nasazen proti osmanské říši v Mezopotámii. V roce 1916 zaslechl zprávy o velikonočním povstání a když zaslechl zprávy o britské reakci tak se vzdal hodnosti desátníka a s hodností vojína bojoval do konce války.

## Válka za nezávislost
V červenci 1920, když Barry studoval právo, tak byli zajati dva irští dobrovolníci. Barry se okamžitě přidal k 3. západocorkské brigádě, kde se stal později velitelem. Jeho velení bylo v IRA vysoce ceněno